# ذكريات تراني
ذكريات تراني هي سيرة ذاتية للكاتب والشاعر السويدي توماس ترانسترومر الحائز على جائزة نوبل سنة 2011 والمرتب تحت رقم 123 من سلسلة نوبل. ترجمه إلى العربية طلال فيصل، وصدر عن الهيئة المصرية العامة للكتاب سنة 2015 وقدم له روبن فلتون. وهو كتابه النثري الوحيد، استعاد فيه ذكريات طفولته وحتى سن المراهقة. كتبه وقد تخطى الستين. يتكون من ثمانية فصول. جاء في تقرير الأكاديمية السويدية عند منحه جائزة نوبل لعام 2011: "إن أهمال ترونسترومر تعيد قراءة الذاكرة والتاريخ والموت بشكل أعمق"

## نبذة
ذكريات تراني هو كتاب سيرة ذاتية مختصرة يستعرض فيه مراحل من طفولته وصباه ومراهقته. يبدأ الكتاب من سن الثالثة، حيث يتذكّر لعبته الأولى "سابينا" وملامح انفصال والديه، مع التركيز على علاقته الوثيقة بجده البحّار، الذي كان يكبره بواحد وسبعين عامًا، وكان له تأثير عاطفي وشاعري بالغ في حياته.
تتناول المذكرات حياة ترانسترومر في أحياء الطبقة المتوسطة بمدينة ستوكهولم، وتصف بدقة ملاحظاته اليومية عن الجيران، والمارة، والموسيقى، والمتسولين، في مشاهد تختلط فيها الدعابة بالسخرية. كما يتطرّق إلى اهتمامه المبكر بالمتاحف، خاصة متاحف القطارات والتاريخ الطبيعي، إضافة إلى شغفه بالفن التشكيلي.
يرصد الكتاب أيضًا الأجواء السياسية خلال الحرب العالمية الثانية، وانقسام مواقف المدرّسين بين مناصري النازية ومعارضيها،كما يوثّق قراءاته الأولى في اللاتينية، وتعرّفه على الشعر الكلاسيكي من خلال هوراس، ثم انجذابه إلى الحداثة الشعرية، وتأثره بشعراء مثل تشيسلاف ميووش، ويوسف برودسكي، وهاري مارتنسون.
يمتاز الكتاب بقصره وتقشفه في السرد، ويعكس أسلوب ترانسترومر الشعري المتسم بالاختزال والإيحاء، حيث تمثل هذه الذكريات مادة تأملية وشاعرية أكثر منها سردًا تفصيليًا لحياة شخصية.

## الشخصيات
جده من جهة أمه، كان ربان سفينة، وكان يقضي معه جزء كبيرا من طفولته،  ووالدته وأبوه المنفصلان، ومعلموه الذين كان لهم تأثير على حبه للشعر، ومن بين كل هؤلاء الشخصيات قوله لو كان جده حيا لأحب اصطحابه معه لحفل جائزة نوبل

## الأثر
يقول عنه الناقد هاشم شفيق: على هذه القلة في كتابة الشعر لدى ترانس ترومر، هي الأخرى، قد انعكست بدورها على نثره، وما كتبه من مرويات، وهي تعدّ في خانة النزر اليسير لقلة صفحاتها، لكن ما ورد في هذه الصفحات القليلة يُعد كافياً لإضاءة حياة ترانس ترومر شبه المستقرة، والتي لا تحفل بالتحوّلات والتقلبات والمغامرات الكبرى
جاء في تقديم المترجم طلال فيصل على لسان زوجة ترانسترومر أن "الكتاب يعد أفضل مدخل لقراءة أدبه وشعره، لأن فيه المكونات الأولى لإبداعه والمواضيع التي ستشعله طيلة مشواره الإبداعي بعد ذلك"
سارة عابدين تورد تلخيصا مركزا للفصول الثمانية للكتاب مركزة على ارتباطه بجده، وتعلقه بزيارة المتاحف، والمضايقات التي كان يلقاها في المدرسة الابتدائية، وموقفه من الحرب العالمية الثانية ومتابعته لها عبر الجرائد وهو ابن التسع سنوات، وشغفه بالقراءة والمكتبات، وخوفه المرضي من العتمة

## اقتباس
«حياتي… حين أفكر في هذه الكلمة أبصر شعاعاً من الضوء، أتفحصه عن قُرب، فيتخذ شكل مذنَّب له رأس وذيل. رأسه الطرف الأكثر التماعاً هو الطفولة وسنوات التكوين، وأما الذيل الأكثر اتساعاً فهو الذي أقف عنده الآن حيث مرحلة الشيخوخة»
"كنت أعتبر نفسي واحداً من أعداء هتلر. ويكمل: لم أمارس التزاماً سياسياً أكثر إخلاصاً مما عشته في تلك الفتر
كنت أنزلق للمكتبة كل يوم تقريباً. كان أكثر اهتمامي مكرساً للكتب غير الأدبية، تركت الأدب لمصيره، وكذلك رفوف كتب الاقتصاد ومشاكل الاجتماع. كانت الجغرافيا هي ركني المفضل، كنت مخلصاً تماماً لرف أفريقيا، الممتد أمامي، أستعيد عناوين مثل “جبل إلجون”، “صبي السوق في أفريقيا”، و”لوحات للصحراء”. يخطر في بالي تساؤل عما إذا كانت تلك الكتب التي تملأ الرفوف أيامها لا تزال موجودة.

«دائماً ما نشعر أننا أصغر من أعمارنا الحقيقية، أحمل بداخلي وجوهي الباكرة، مثل جذع شجرة يحوي حلقاته، ومجموع هذه الوجوه هو أنا، لا تبصر المرآة غير وجهي الأخير، بينما أعرف أنا تلك السابقة عليه»